# Бермудские щупальца
Бермудские щупальца (англ. Bermuda Tentacles) — американский телефильм 2014 года компании The Asylum, заказанный телеканалом Syfy Universal. В главной роли снималась актриса Линда Хамилтон (Терминатор 1-2) и певица Mýa, режиссёр — Ник Лион.

## Сюжет
Над Бермудским треугольником терпит крушение президентский самолёт. На его спасение послан американский флот во главе с адмиралом Хансен (Линда Хэмилтон). Однако, американцам противостоит гигантский морской монстр инопланетного происхождения. Группа военных, среди которых и главный герой, молодой офицер Оливер (Тревор Донован), решают уничтожить монстра: в бой идут корабли и многочисленные истребители.

## В ролях
| Актёр          | Роль                 |
| -------------- | -------------------- |
| Линда Хэмилтон | адмирал Линда Хансен |
| Тревор Донован | Трип Оливер          |
| Миа Харрисон   | лейтенант Пламбер    |
| Джейми Кеннеди | доктор Циммер        |
| Рикко Росс     | капитан Филлипс      |
| Джон Сэвейдж   | президент Дестено    |

## Критика
Фильм получил крайне негативные отзывы.